# پاستای گولاش آمریکایی

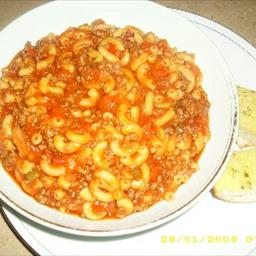
نمونه‌ای از گولاش آمریکایی

پاستای گولاش آمریکایی (که در ایالات متحده آمریکا به گولاش نیز معروف است) غذایی خورش مانند است که در ظروف خوراک پزی سفالی یا شیشه‌ای طبخ می‌شود. این غذا از تنوع بالایی برخوردار است. پاستای گولاش آمریکایی از نسل غذاهای سنتی گولاش مجارستانی می‌باشد اما به جز نام و وجود گوشت گاو هیچ شباهتی با گولاش مجارستانی ندارد. گولاش آمریکایی دارای دستور پخت‌های متعددی می‌باشد.
مواد اصلی تشکیل دهنده پاستای گولاش آمریکایی عبارتند از: ماکارونی شکل‌دار، سس گوجه فرنگی و گوشت چرخ‌کرده. در این غذا می‌توان از انواع محصولات گوجه فرنگی که شامل رب گوجه‌فرنگی، سوپ گوجه‌فرنگی و سس گوجه‌فرنگی می‌باشند، استفاده کرد.